# Aedes rizali
Aedes rizali är en tvåvingeart som först beskrevs av Banks 1906.  Aedes rizali ingår i släktet Aedes och familjen stickmyggor.
Artens utbredningsområde är Filippinerna. Inga underarter finns listade i Catalogue of Life.